# Power Rangers Super Megaforce
Power Rangers Super Megaforce ist die 2014 veröffentlichte 21. Staffel der Power Rangers und direkte Fortsetzung der Megaforce. Die von Gosei zu Power Rangers berufen fünf Teenager, müssen weiter die Erde vor Admiral Malkor und seinen außerirdischen Truppen beschützen, die noch immer die Welt bedrohen.

## Episodenliste
| Nr. | Titel                        | Deutschsprachige Erstausstrahlung (D/A/CH) | Originaltitel                        | Erstausstrahlung USA |
| --- | ---------------------------- | ------------------------------------------ | ------------------------------------ | -------------------- |
| 1   | Super Megaforce              | 9. August 2014                             | Super Megaforce                      | 15. Februar 2014     |
| 2   | Die Erde schlägt zurück      | 16. August 2014                            | Earth Fights Back                    | 22. Februar 2014     |
| 3   | Die Legende vom Blauen Säbel | 23. August 2014                            | Blue Saber Saga                      | 1. März 2014         |
| 4   | Der Rote Löwe                | 30. August 2014                            | A Lion’s Alliance                    | 8. März 2014         |
| 5   | Die Samurai-Überraschung     | 6. September 2014                          | Samurai Surprise                     | 15. März 2014        |
| 6   | Der Geist des Tigers         | 7. September 2014                          | Spirit Of The Tiger                  | 22. März 2014        |
| 7   | Der Silberne Ranger (1)      | 13. September 2014                         | Silver Lining – Part 1               | 5. April 2014        |
| 8   | Der Silberne Ranger (2)      | 14. September 2014                         | Silver Lining – Part 2               | 12. April 2014       |
| 9   | Die Power der Sechs Ranger   | 20. September 2014                         | Power Of Six                         | 30. August 2014      |
| 10  | Der perfekte Sturm           | 21. September 2014                         | The Perfect Storm                    | 6. September 2014    |
| 11  | Wo die Liebe hinfällt        | 19. März 2015                              | Love Is In The Air                   | 13. September 2014   |
| 12  | Gemeinsam glücklich          | 28. September 2014                         | United As One                        | 27. September 2014   |
| 13  | Aus Grün mach Blau …         | 4. Oktober 2014                            | The Grass Is Always Greener Or Bluer | 4. Oktober 2014      |
| 14  | Benzin im Blut               | 11. Oktober 2014                           | In The Driver’s Seat                 | 11. Oktober 2014     |
| 15  | Ehre sei Prinz Vekar         | 12. Oktober 2014                           | All Hail Prince Vekar                | 18. Oktober 2014     |
| 16  | Vraks Rückkehr (1)           | 18. Oktober 2014                           | Vrak Is Back – Part 1                | 25. Oktober 2014     |
| 17  | Vraks Rückkehr (2)           | 19. Oktober 2014                           | Vrak Is Back – Part 2                | 1. November 2014     |
| 18  | Der Imperator Mavro          | 25. Oktober 2014                           | Emperor Mavro                        | 8. November 2014     |
| 19  | Der Zorn des Imperators      | 26. Oktober 2014                           | The Wrath                            | 15. November 2014    |
| 20  | Legendary Battle             | 20. Dezember 2014                          | Legendary Battle                     | 22. November 2014    |